# Fabriciola mediaseta
Fabriciola mediaseta är en ringmaskart som beskrevs av Fitzhugh 1990. Fabriciola mediaseta ingår i släktet Fabriciola och familjen Sabellidae. Inga underarter finns listade i Catalogue of Life.